# اوبییی
اوبییی (به فرانسوی: Aubilly) یک کمون در فرانسه است که در canton of Ville-en-Tardenois واقع شده‌است. اوبییی ۳٫۱۶ کیلومتر مربع مساحت دارد.